# 池仁珍
池 仁珍（チ・インジン、朝: 지인진、英: Chi In-Jin、1973年7月18日 - ）は、大韓民国のの元プロボクサー、現キックボクサー。ソウル特別市出身。元WBC世界フェザー級王者。元OPBF東洋太平洋バンタム級王座。

## 来歴

### ボクシング時代
1973年にソウルで生まれ、1991年に18歳でプロデビューする。デビュー戦は敗戦となってしまうが、その後は勝利を重ね1994年3月26日には全韓国バンタム級タイトルを獲得する。
1995年4月23日には空位のOPBFバンタム級タイトルも獲得。その後、階級をフェザー級に上げて、2001年7月28日に初の世界タイトル戦としてエリック・モラレスに挑戦。モラレス圧勝予想の中善戦するも、12回判定で敗れてタイトル奪取ならず。
2回目の世界挑戦は2003年10月18日。イギリスに渡り、空位のWBCフェザー級タイトルを地元のホープマイケル・ブロディと争った。フルラウンドにわたる壮絶な打ち合いとなり、判定に持ち込まれる。試合終了直後のリング上では「勝ち」と発表され、チャンピオンベルトを腰に巻いたものの、退場後に採点の集計ミスが発覚し「引き分け」に訂正。王座獲得を果たすことができなかった。
翌2004年4月10日、ブロディと再戦し、7回KO勝ち。待望の世界王座奪取に成功。2度防衛後の2006年1月29日、福岡で越本隆志に12回判定負けを喫し、王座陥落。
同年12月17日、母国で世界再挑戦。7月に越本を破って世界王者に輝いたルディ・ロペスに挑み、12回判定勝ち。世界王座の再獲得に成功した。
しかし2度目の世界フェザー級王座獲得後、拳の怪我のため2007年7月時点で防衛戦を行うことが出来なかったことを理由として、WBCからフェザー級世界王座を剥奪された。

### キックボクシング時代
2008年2月24日、K-1 ASIA MAX 2008 IN SEOULでK-1初参戦。スーパーファイトで梶原龍児と対戦し、判定勝ち。キックボクシング初戦を勝利した。
2009年3月20日、K-1 MAX KOREA 2009 IN SEOULで我龍真吾と対戦し、判定負けを喫した。

## 戦績
| キックボクシング 戦績 | キックボクシング 戦績 | キックボクシング 戦績 | キックボクシング 戦績 | キックボクシング 戦績 | キックボクシング 戦績 | キックボクシング 戦績 |
| --------------------- | --------------------- | --------------------- | --------------------- | --------------------- | --------------------- | --------------------- |
| 2 試合                | (T)KO                 | 判定                  | その他                | 引き分け              | 無効試合              |                       |
| 1 勝                  | 0                     | 1                     | 0                     | 0                     | 0                     |                       |
| 1 敗                  | 0                     | 1                     | 0                     | 0                     | 0                     |                       |

| 勝敗 | 対戦相手 | 試合結果       | 大会名                                           | 開催年月日    |
| ×    | 我龍真吾 | 3R終了 判定0-3 | K-1 MAX KOREA 2009 IN SEOUL 【スーパーファイト】 | 2009年3月20日 |
| ○    | 梶原龍児 | 3R終了 判定3-0 | K-1 ASIA MAX 2008 IN SEOUL 【スーパーファイト】  | 2008年2月24日 |

## 獲得タイトル
- 韓国バンタム級王座
- 第29代OPBF東洋太平洋バンタム級王座(防衛0=返上)
- WBC世界フェザー級王座(1期目防衛2、2期目:防衛0=剥奪)